# Aline Sax
Aline Sax (Antwerpen, 20 maart 1984) is een Vlaams auteur van jeugdboeken en adolescentenromans.

## Biografie
Op 15-jarige leeftijd schreef Aline Sax haar eerste boek Mist over het strand, over twee Duitse kindsoldaten tijdens de Tweede Wereldoorlog. Daarna volgden nog Duivelsvlucht, over de bende van de Bokkenrijders in de achttiende eeuw, De gebroken harp over de Paasopstand in Ierland en Geen stap terug over drie jonge mensen die betrokken raken bij de Slag om Stalingrad. Ook De Hond van Roosevelt gaat over de Tweede Wereldoorlog en wel over het Ardennenoffensief. Daarna kwam het tweeluik Wij, twee jongens en Schaduwleven dat ook in Duitsland en Oostenrijk veel succes kende en vertaald werd door Verena Kiefer en Stefan Häring. Dat tweeluik werd ook naar het Deens vertaald door Birthe Lundsgaard. Wij, twee jongens verscheen daarnaast ook in Amerika als We, Two Boys. In 2010 schreef Aline Sax het 'omkeerboek' De laatste reis over de Holocaust met zowel een verhaal als informatie voor kinderen vanaf 10 jaar. De kleuren van het getto verscheen in 2011 en is een graphic novel over het getto van Warschau, met illustraties van Caryl Strzelecki. Dit boek werd door Laura Watkinson vertaald in het Engels en won verschillende Amerikaanse prijzen. Het boek werd daarnaast vertaald in het Deens, Koreaans en Arabisch. In 2013 verscheen Het meisje en de soldaat, een novelle over de Eerste Wereldoorlog. Dat boek verscheen ook in het Duits, Deens en Frans. Grensgangers (2015) vertelt het verhaal van drie jongeren ten tijde van de Berlijnse Muur. Het boek verscheen ook in Duitsland en in Mexico. In 2018 verscheen De Lantaarnaansteker, een winters sprookje met illustraties van Ann De Bode. Dat boek kreeg een Koreaanse vertaling. Voor De jongen op het dak (2020) werkte Aline Sax dan weer samen met illustratrice Sassafras De Bruyn. In 2021 verscheen de dystopische roman 'Uit het niets' en in 2022 werden 'Wij, twee jongens' en 'Schaduwleven' heruitgegeven door Standaard Uitgeverij. In 2023 verscheen de versroman 'Wat ons nog rest', over de moed en kracht van vrouwen tijdens de laatste dagen van de Tweede Wereldoorlog.
De passie voor geschiedenis weerspiegelt zich niet enkel in de boeken van Aline Sax - vaak historische romans- maar ook in haar beroepsleven. Zij studeerde geschiedenis aan de Universiteit Antwerpen en doctoreerde in dit vakgebied. Haar proefschrift werd als publieksboek uitgegeven bij uitgeverij Manteau onder de titel Voor Vlaanderen, Volk en Führer, de motivatie en het wereldbeeld van Vlaamse collaborateurs tijdens de Tweede Wereldoorlog (2012). Na haar doctoraat was ze een tijdlang verbonden aan het Instituut voor Publieksgeschiedenis van de UGent. Momenteel is zij onderzoekscoördinator bij het historisch projectbureau Geheugen Collectief en doceert ze Publieksgeschiedenis aan de Universiteit Antwerpen.
Aline Sax werd al verschillende malen genomineerd voor belangrijke literaire prijzen zoals de Boekenleeuw, de Gouden Uil, de Thea Beckmanprijs, de Gouden Lijst en de Leesjury. Ook in het buitenland wonnen haar boeken prestigieuze prijzen. In 2017 werd zij als enige Vlaming geselecteerd voor de Aarhus39 - de 39 beste Europese jeugdauteurs jonger dan 40.

## Bekroningen
- De Kleine Cervantes 2008 (Wij, twee jongens)
- Kinder- en Jeugdjury Vlaanderen 2008 (Wij, twee jongens) - Tweede prijs
- Provinciale Prijs voor Letterkunde 2008 provincie Antwerpen (Wij, twee jongens)
- White Raven 2013 (De kleuren van het getto)
- National Jewish Book Award 2014(The War Within These Walls - Am. vertaling De kleuren van het getto)
- Sydney Taylor Book Award 2014 (The War Within These Walls - Am. vertaling De kleuren van het getto) - Silver Medal
- Batchelder Honor Award 2014 (The War Within These Walls - Am. vertaling De kleuren van het getto)
- Gouden Lijst 2014 (Het meisje en de soldaat) - Eervolle vermelding
- White Raven 2014 (Het meisje en de soldaat)
- Gouden Lijst 2016 (Grensgangers) - Eervolle vermelding
- White Raven 2016 (Grensgangers)
- De Kleine Cervantes 2017 (Grensgangers)
- Kinder- en Jeugdjury Vlaanderen 2017 (Grensgangers) - Derde Prijs
- Prix Libbylit 2020 - roman belge (Les couleurs du ghetto - Fr. vertaling De kleuren van het getto)
- Druk in Leuven Juryprijs voor Young Adult 2024 (Wat ons nog rest)
- White Raven 2024 (Wat ons nog rest)
- De Boon voor kinder- en jeugdliteratuur voor Wat ons nog rest